# Beijing Weiwang 205
Der Beijing Weiwang 205 war ein Pkw von der Beijing Motor Corporation, der unter der Submarke Beijing Weiwang vertrieben wurde.

## Beschreibung
Der Hersteller brachte den achtsitzigen Minivan im April 2012 auf den Markt. Er stand auch in einer um 127 mm verlängerten Langversion zur Wahl.
Das Standardmodell wurde mit dem Motor des Typs B10X ausgestattet, der bei einem Hubraum von 1000 cm³ eine Leistung von 45 kW aufwies. Die Langversion war dagegen mit Motoren des Typs B13X ausgestattet, die einen Hubraum von 1342 cm³ und eine Leistung von 69 kW hatten. Das Modell bediente sich derselben Technik wie der Weiwang 306.
Es gibt Hinweise darauf, dass das Modell 2016 eingestellt wurde. Denn die letzte gespeicherte Version der Internetseite des Herstellers zur kurzen Version stammt vom Februar 2016 und zur langen Version von März 2016.